# Aalt Gerritsz van Dijkhuizen

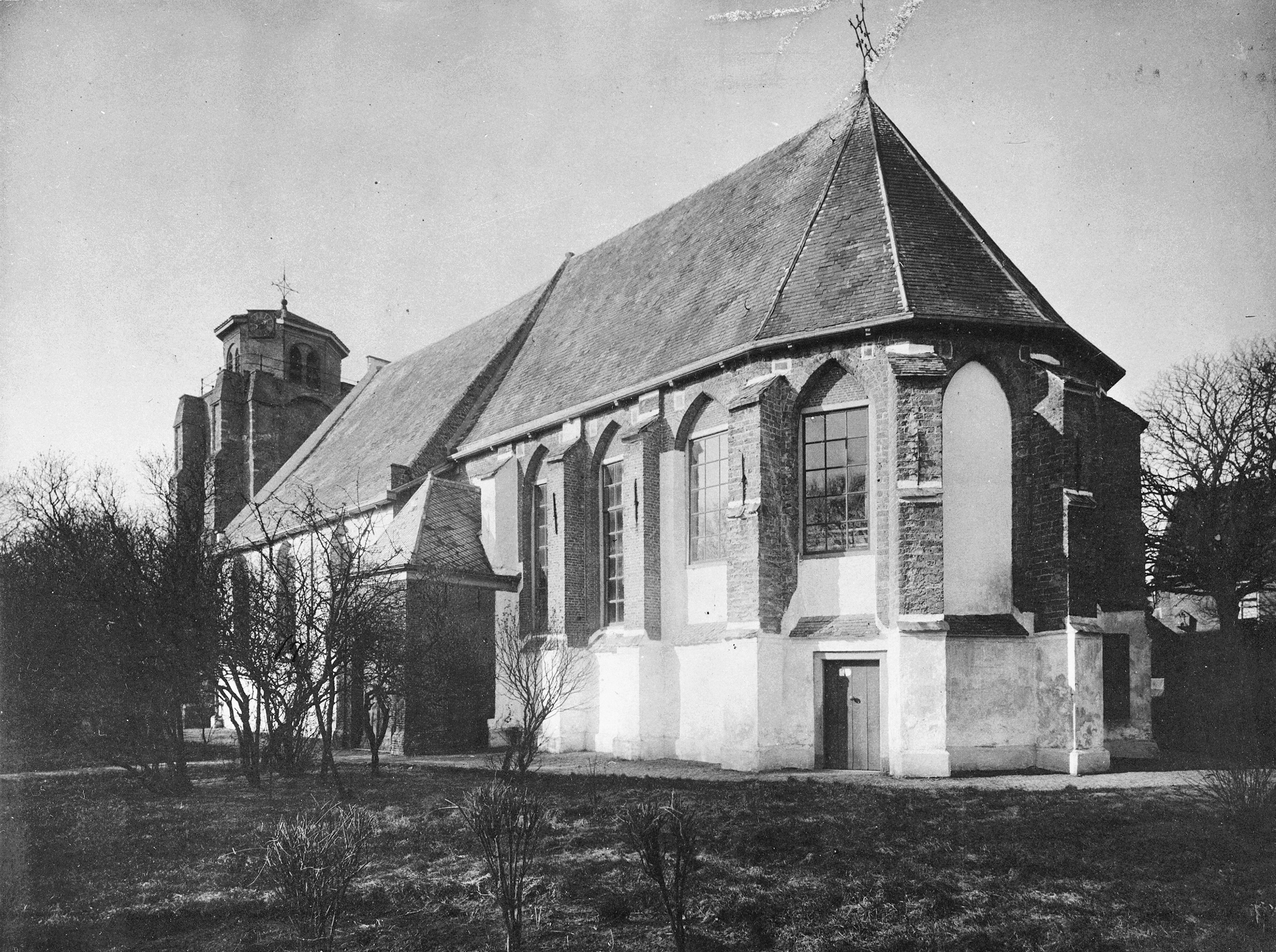
De dorpskerk van Ouddorp, rond de vorige eeuwwisseling

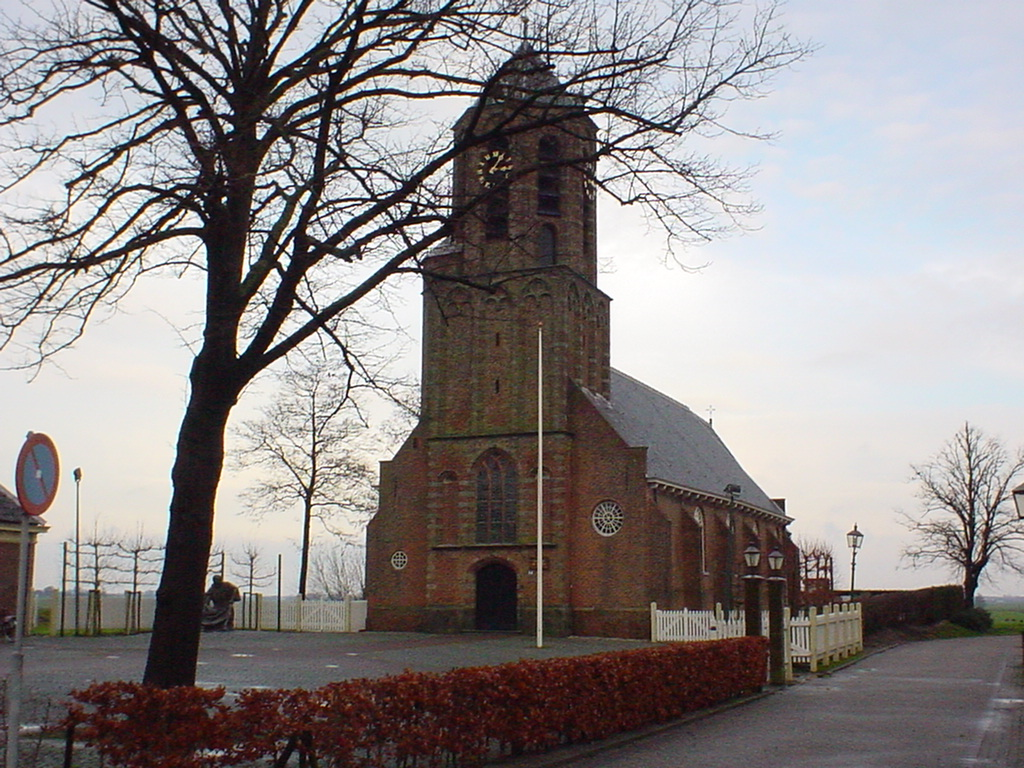
De dorpskerk van Rijnsaterwoude

Aalt Gerritsz van Dijkhuizen (Nijkerk, 10 maart 1788 - Ouddorp, 10 december 1864), was een predikant in de Nederlandse Hervormde Kerk en auteur van een aantal theologische boeken en geschriften.

## Biografie
Van Dijkhuizen werd geboren in Nijkerk in 1788. Zijn familie bezit een tabaksplanterij. Hij wordt gedoopt in de Grote Kerk van Nijkerk op 12 maart 1788 (2 dagen na zijn geboorte), waar hij jaren later, op 1 februari 1806 ook belijdenis van zijn geloof aflegt. Hierna woont hij enkele jaren in Hattem, waarna hij vertrekt naar Leiden voor zijn studie.
Hij volgt een studie Godgeleerdheid aan de universiteit te Leiden en op 7 november 1813 wordt Van Dijkhuizen predikant te Rijnsaterwoude. Hij trouwt er met Margaretha Petronella Verkouw en op 4 maart 1817 wordt hier zijn dochter Alberta Adriana geboren. Op 7 april 1817 vindt de intrededienst plaats in Wijk bij Heusden. Van hier vertrekt hij op 8 maart 1818 naar Ouddorp. In deze gemeente stond hij, ondanks vele beroepen (vooral rond 1825) tot zijn dood, 46 jaar lang.
Aan hem wordt algemeen toegeschreven dat de afscheiding van 1834 in Ouddorp niet veel aanhangers kreeg. Van Dijkhuizen was een aanhanger van de Oude Waarheid. De terugkeer van de Hervormde Kerk tot haar oude belijdenis was iets waarop hij vurig hoopte en waarnaar hij streefde. Maar voor twistgeschrijf voelde hij weinig en voor afscheiding nog minder. Hij zag alleen heil in de weg van een getrouwe Woordbediening. Dit was mede de oorzaak dat er veel preken van zijn hand in druk verschenen. Hierdoor verwierf de predikant ver buiten dorp en eiland een zekere bekendheid. Volgens de geschiedschrijvers van de Hersteld Hervormde gemeente te Ouddorp was Van Dijkhuizen de bekendste predikant uit de geschiedenis van de gemeente. De predikant wil geen geld verdienen door de uitgave van zijn preken, deze worden op zijn verzoek uitgegeven ten voordeele van verarmde geloofsgenooten.

## Afscheiding
In 1836 scheiden de eerste mensen in Ouddorp zich af van hervormde kerk. In 1839 blijkt dat er een zelfstandige gemeente met een eigen kerkenraad is. Het gaat dan om circa 20 gemeenteleden. Van Dijkhuizen tracht zijn gemeente te weerhouden van afscheiding.
Wanneer in 1840 de afgescheiden predikant Cornelius van der Meulen preekt in een woning te Ouddorp leidt dit tot een strafklacht bij de rechtbank te Brielle tegen zowel de predikant als Cornelis Mastenbroek, in wiens huis de kerkdienst plaatsvond. Tegen de predikant wordt een boete van fl 50,- geëist en tegen Mastenbroek tweemaal fl 8,- omdat hij niet alleen zijn huis beschikbaar had gesteld, maar ook nog had gecollecteerd. Beiden werden vrijgesproken.
In ieder geval in 1844 zijn er te Ouddorp nog godsdienstoefeningen van de afgescheidenen gehouden. In dat jaar verschijnt Baaltje Molesteeg voor de hervormde kerkenraad. Zij wil dat zijzelf en ook predikant Van Dijkhuizen van het avondmaal worden afgehouden; zij, omdat zij met verzaking van de godsdienstoefening (van de Hervormden), de afgescheidenen, bij welken nog het brood des levens was, naliep. De predikant, omdat zij hem gezien had, in het verleden jaar, op eenen zondagavond, bij den burgemeester [= Abram Willem Bernardusz van Kerkwijk], nevens anderen zittende, rockende en thee drinkende — omdat hij... 's Woensdag avonds ging schaken, en ook in de Menniste Kerk was geweest. Blijkbaar speelt enig oud zeer een rol bij deze klacht, want in 1836 had de predikant haar diaconale ondersteuning geweigerd, waarom zij had gebeden en nog bad, dat de hemeldeur voor hem mogt gesloten blijven. Baaltje krijgt gedeeltelijk haar zin. Zij wordt inderdaad van het avondmaal uitgesloten als in verregaande haat en nijd tegen hare naasten levende.... Na 1844 wordt er van de kleine afgescheiden gemeente niets meer vernomen. Pas in 1892 en 1928 ontstaan er in Ouddorp respectievelijk een Gereformeerde Kerk en een Gereformeerde Gemeente.

## Publicaties
Van Dijkhuizen schreef vele bijdragen in het pastorale tijdschrift De Wachter op Sions muur. Veel preken van hem zijn op schrift gesteld. Enkele van hem verschenen boeken zijn: Leerzame en praktikale verhandeling over Math. 14:22-34 (uitgegeven te Amsterdam in 1856) en: Het oordeel der nationale synode over de betwiste vijf hoofdstukken der gereformeerde leer (uitgegeven te Gorinchem in 1858). Kort voor zijn dood wordt het boek Het Woord des Levens uitgegeven te Hoogeveen, in 1861. Vele jaren na zijn dood wordt nog uitgegeven het boek Schets over een treffend beeld van een christen (Ouddorp, 1986).